# Matty Cardarople
Matthew Richard Cardarople (Exeter, 9 febbraio 1983) è un attore statunitense.

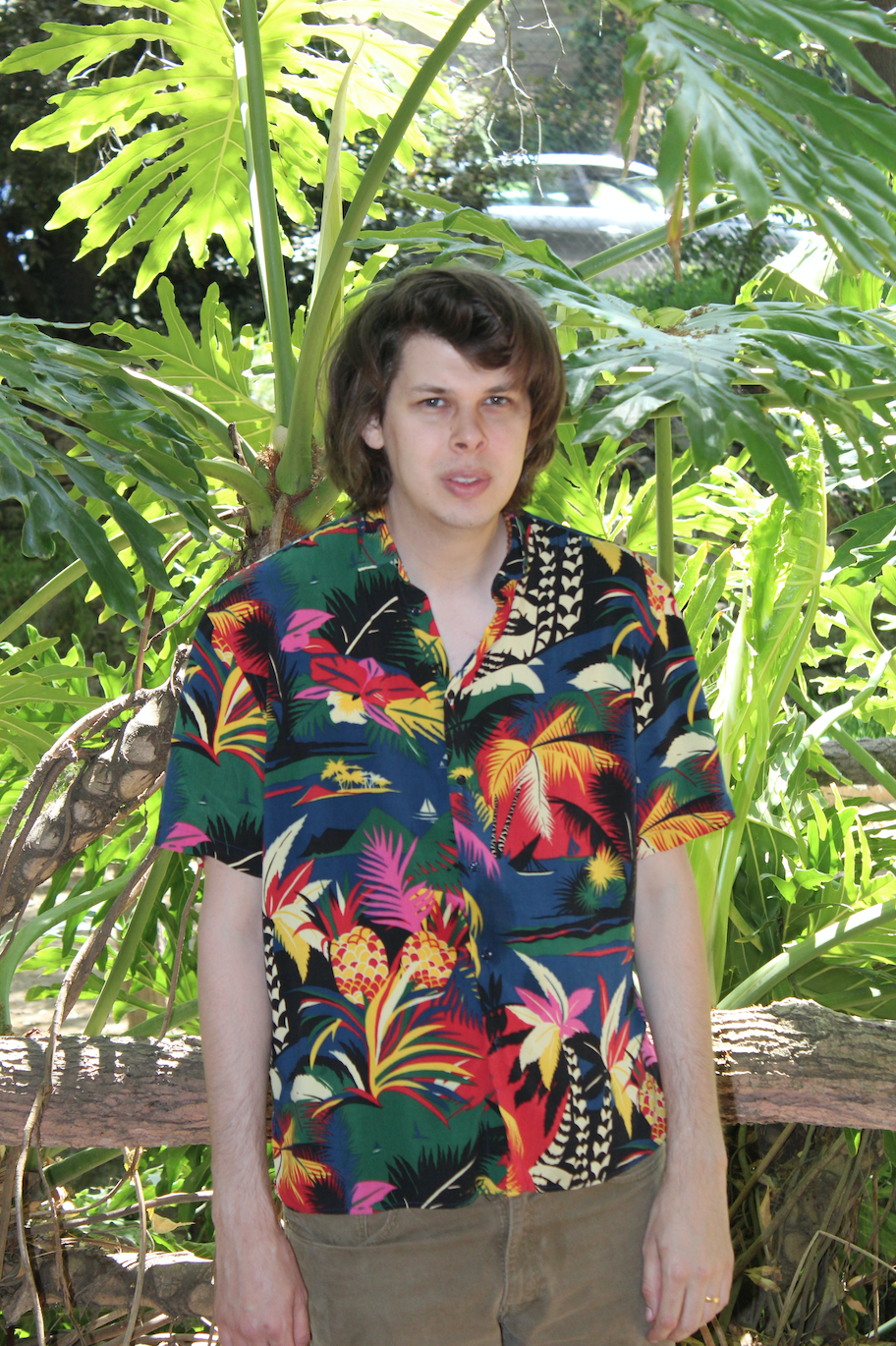
Matty Cardarople

È apparso nella serie televisiva della ABC Selfie, nel film del 2015 Jurassic World, nella serie TV del 2016 Stranger Things e come "scagnozzo di genere indeterminato" nella serie TV Una serie di sfortunati eventi. Nel 2021, ha interpretato Keith nel film Free Guy - Eroe per gioco.
I suoi ruoli secondari includono apparizioni nella commedia romantica di Michael Showalter del 2017 The Big Sick - Il matrimonio si può evitare... l'amore no e nella serie TV di Sterlin Harjo e Taika Waititi Reservation Dogs, ambientata in una comunità indigena in Oklahoma.

## Biografia
Nato a Exeter, nel New Hampshire. I suoi genitori hanno divorziato quando lui era ancora giovane. Si è laureato alla New York Film Academy, dopodiché ha lavorato come assistente personale per Luke Wilson.
Ha imparato a recitare al The Beverly Hills Playhouse. Ha studiato con Lesly Kahn.  La sua carriera è iniziata con i lungometraggi nei film Blonde Ambition - Una bionda a NY e Drillbit Taylor. È stato scoperto da Luke e Owen Wilson.
Ha recitato come ospite ricorrente nella serie televisiva Selfie della ABC, inoltre è apparso regolarmente nell'adattamento di Netflix di Una serie di sfortunati eventi, basato sull'omonima serie di romanzi scritti da Lemony Snicket e presentato in anteprima nel 2017.
È apparso nei film Jurassic World e Scemo & + scemo 2. Inoltre ha recitato in varie commedie indipendenti, come The 4th, The Big Sick, il film diretto da Steven Soderbergh La truffa dei Logan, oltre ad avere avuto ruoli in film di altri generi come Itsy Bitsy e I am Woman.
In televisione, è apparso in programmi come NCIS - Unità anticrimine, NCIS: Los Angeles, New Girl, Angie Tribeca, Scrubs - Medici ai primi ferri, Ray Donovan, You're The Worst, Comedy Bang! Bang!, Selfie e Chasing Life.
Ha interpretato lo "scagnozzo di genere indeterminato" del conte Olaf in Una serie di sfortunati eventi su Netflix. 

## Filmografia

### Cinema
- Blonde Ambition - Una bionda a NY (Blonde Ambition), regia di Scott Marshall (2007)
- Drillbit Taylor - Bodyguard in saldo (Drillbit Taylor), regia di Steven Brill (2008)
- Absolute Evil, regia di Ulli Lommel (2009)
- David Lynch and Crispin Glover's Big Box Office Blockbuster, regia collettiva (2009)
- 0s & 1s, regia di Eugene Kotlyarenko (2011)
- I tre marmittoni (The Three Stooges), regia di Peter e Bobby Farrelly (2012) - non accreditato
- Life Partners, regia di Susanna Fogel (2014)
- Scemo & + scemo 2 (Dumb and Dumber To), regia di Peter e Bobby Farrelly (2014)
- Jurassic World, regia di Colin Trevorrow (2015)
- Manuale scout per l'apocalisse zombie (Scouts Guide to the Zombie Apocalypse), regia di Christopher Landon (2015)
- The 4th, regia di Andre Hyland (2016)
- Le donne della mia vita (20th Century Women), regia di Mike Mills (2016)
- The Big Sick - Il matrimonio si può evitare... l'amore no (The Big Sick), regia di Michael Showalter (2017)
- La truffa dei Logan (Logan Lucky), regia di Steven Soderbergh (2017)
- Tutto ciò che voglio (Please Stand By), regia di Ben Lewin (2017)
- Block Island, regia di Tony Glazer (2018)
- Itsy Bitsy, regia di Micah Gallo (2019)
- I Am Woman, regia di Unjoo Moon (2019)
- Lazy Susan, regia di Nick Peet (2020)
- Wheels of Fortune, regia di Shaun Paul Piccinino (2020)
- Free Guy - Eroe per gioco (Free Guy), regia di Shawn Levy (2021)
- The Cleaner, regia di Erin Elders (2021)
- Night Night, regia di Niki Koss (2021)[13]
- Crushed, regia di Niki Koss (2022)
- Carved - La zucca assassina (Carved), regia di Justin Harding (2024)

### Televisione
- Scrubs - Medici ai primi ferri (Scrubs) – serie TV, episodio 9x12 (2010)
- Solicitation, regia di John Brookbank – film TV (2011)
- Gayle – serie TV, episodi 1x05-1x06 (2012)
- You're the Worst – serie TV, episodio 1x09 (2014)
- Tim & Eric's Bedtime Stories – serie TV, episodio 1x02 (2014)
- Comedy Bang! Bang! – serie TV, episodi 3x08-3x12 (2014)
- Royals the Series – serie TV, episodio 1x01 (2014)
- Chasing Life – serie TV, episodio 1x11 (2014)
- Selfie – serie TV, 8 episodi (2014)
- Ray Donovan – serie TV, episodio 3x05 (2015)
- Bella e i Bulldogs (Bella and the Bulldogs) – serie TV, episodi 2x02-2x08 (2015)
- Truck'd Up, regia di David Arquette e Gabriel Cowan – film TV (2015)
- Shaq Inq, regia di John Fortenberry – film TV (2015)
- New Girl – serie TV, episodio 5x09 (2016)
- Angie Tribeca – serie TV, episodio 2x05 (2016)
- Crashing – serie TV, episodio 1x06 (2017)
- NCIS - Unità anticrimine (NCIS) – serie TV, episodio 15x19 (2018)
- Una serie di sfortunati eventi (A Series of Unfortunate Events) – serie TV, 19 episodi (2017-2019)
- Stranger Things – serie TV, episodi 2x01-2x05-3x08 (2017-2019)
- Monsterland – serie TV, episodio 1x03 (2020)
- Dad – serie TV, 4 episodi (2020)
- The Rookie – serie TV, episodio 3x08 (2021)
- Made for Love – serie TV, episodio 1x05 (2021)
- NCIS: Los Angeles – serie TV, episodi 10x16-12x15 (2019-2021)
- Immoral Compass – serie TV, episodio 1x09 (2021)
- Reservation Dogs – serie TV, 6 episodi (2021-2022)
- Fallout – serie TV, episodio 1x04 (2024)

## Doppiatori italiani
Nelle versioni in italiano delle opere in cui ha recitato, Matty Cardarople è stato doppiato da:
- Dimitri Winter in NCIS - Unità anticrimine, NCIS: Los Angeles (ep. 10x16)
- Gerry Gherardi in Una serie di sfortunati eventi
- Davide Capone in Bella e i Bulldogs
- Gabriele Patriarca in NCIS: Los Angeles (ep. 12x15)
- Luigi Ferraro in Fallout